# ФК Зимбру
ФК Зимбру (на молдовски: Zimbru Chișinău) е молдовски футболен отбор от Кишинев. Играе в Молдовската национална дивизия, най-високото ниво на молдовския клубен футбол. Клубът е осемкратен шампион на страната и петкратен носител на Купата на Молдова. Зимбру е редовен участник в евротурнирите и най-често завършва на призовите места в молдовския шампионат.

## Срещи с български отбори
„Зимбру“ се е срещал с български отбори в официални и приятелски срещи.

### ЦСКА
През лятото на 2014 г. в турнира Лига Европа „Зимбру“ елиминира българския вицешампион ЦСКА след 1:1 в София и 0:0 в Кишинев.

### „Литекс“
През 2003 година молдовците хвърлиха Литекс от турнира за Купата на УЕФА. Първият мач в Ловеч завърши 0:0, но на реванша, състоял се в Тераспол, домакините спечелиха с 2:0.

### „Черно море“
Единствената среща между Черно море и Зимбру е контрола, завършила с резултат 0-0.

## Предишни имена
| Години      | Име         |
| ----------- | ----------- |
| 1947 – 1949 | Динамо      |
| 1950 – 1957 | Буревестник |
| 1958 – 1965 | Молдова     |
| 1966        | Авынтул     |
| 1967 – 1971 | Молдова     |
| 1972 – 1990 | Нистру      |
| 1991        | Зимбрул     |
| от 1992     | Зимбру      |

## Успехи
СССР
- Шампионат на СССР: (Висша лига)
- 6-о място (1): 1956
- Купа на СССР:
- 1/4 финал (1): 1963
- Първа лига на СССР:
  -  Шампион (1): 1955

Молдова
- Национална дивизия на Молдова:
  -  Шампион (8): 1992, 1992/93, 1993/94, 1994/95, 1995/96, 1997/98, 1998/99, 1999/2000
  -  Второ място (5): 1996/97, 2000/01, 2002/03, 2005/06, 2006/07
  -  Трето място (6): 2001/02, 2003/04, 2011/12, 2015/16, 2022/23, 2023/24
- Купа на Молдова:
  -  Носител (6): 1996/97, 1997/98, 2002/03, 2003/04, 2006/07, 2013/14
  -  Финалист (4): 1994/95, 1999/2000, 2017/18, 2023/24
- Суперкупа на Молдова:
  -  Носител (1): 2014
  -  Финалист (3): 2003, 2004, 2007

## Международни
- Купа на общността:
  -  Финалист (1): 2000

## Български футболисти
- Калоян Ангелов: 2009/10 (12 мача - 0 гола)